# Catarina Leite
Catarina Leite Oralová (Odivelas, 20 gennaio 1983) è una scacchista portoghese.
Ottenne il titolo di Maestro internazionale femminile nel 2001.
Nove volte vincitrice del campionato portoghese femminile (1999, 2000, 2001, 2002, 2003, 2004, 2005, 2006 e 2012).
Partecipò con la nazionale portoghese femminile a sei olimpiadi degli scacchi, sempre in 1ª scacchiera: Istanbul 2000, Calvià 2004, Torino 2006, Dresda 2008, 
Chanty-Mansijsk 2010, Istanbul 2012.

Nel 2012 vinse a Luanda il "Women Cuca International Tournament" con 8,5 punti su 9 partite.
È sposata con il Grande maestro della Repubblica Ceca Tomáš Oral.